# Třída Pisa
Třída Pisa byla třída italských pancéřových křižníků. Skládala se ze tří jednotek. Zatímco Pisa a Amalfi byly postaveny pro italské královské námořnictvo, třetí Georgios Averof byl prodán Řecku.

## Stavba
Celkem byly postaveny tři jednotky této třídy. Křižníky Pisa a Georgios Averof postavila loděnice Cantiere navale fratelli Orlando v Livornu. Zbývající Amalfi postavila loděnice Cantieri navali Odero v Janově. Řecký křižník Georgios Averof byl pojmenován na památku podnikatele Jorgose Averoffa (1815–1899), jehož potomci uhradili plnou čtvrtinu nákladů na jeho pořízení.
Jednotky třídy Pisa:
| Jméno           | Zahájení stavby | Spuštěna        | Vstup do služby | Osud                                                                       |
| --------------- | --------------- | --------------- | --------------- | -------------------------------------------------------------------------- |
| Pisa            | 1905            | 15. září 1907   | 1. září 1909    | Od roku 1921 loď pobřežní obrany, vyřazen 1937.                            |
| Amalfi          | 1905            | 5. května 1908  | 1. září 1909    | Dne 7. července 1915 byl v Jaderském moři potopen německou ponorkou UB-14. |
| Georgios Averof | 1907            | 12. března 1910 | 16. května 1911 | Vyřazen 1952, cvičný hulk, od roku 1986 muzejní loď.                       |

## Konstrukce

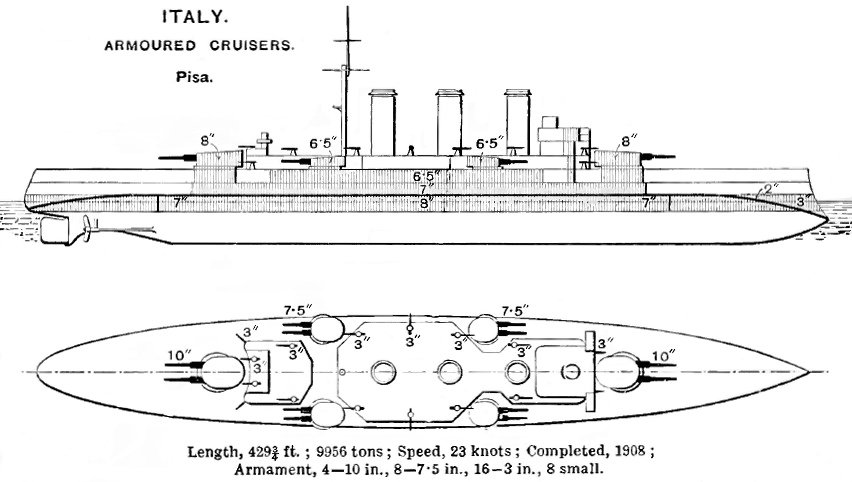
Základní uspořádání

Hlavní výzbroj tvořily čtyři 254mm kanóny ve dvouhlavňových věžích (Georgios Averof nesl ráži 234 mm), které doplňovalo dalších osm těžkých děl ráže 190 mm v dvoudělových věžích na bocích trupu. Lodě dále nesly šestnáct 76mm kanónů, dva 47mm kanóny a tři 450mm torpédomety. Pohon obstarávaly dva parní stroje s trojnásobnou expanzí, kterým páru dodávalo 22 kotlů typu Belleville. Komíny byly tři. Lodě dosahovaly rychlosti až 23,5 uzlů. Dosah byl 2500 námořních mil při 12 uzlech.

## Osudy

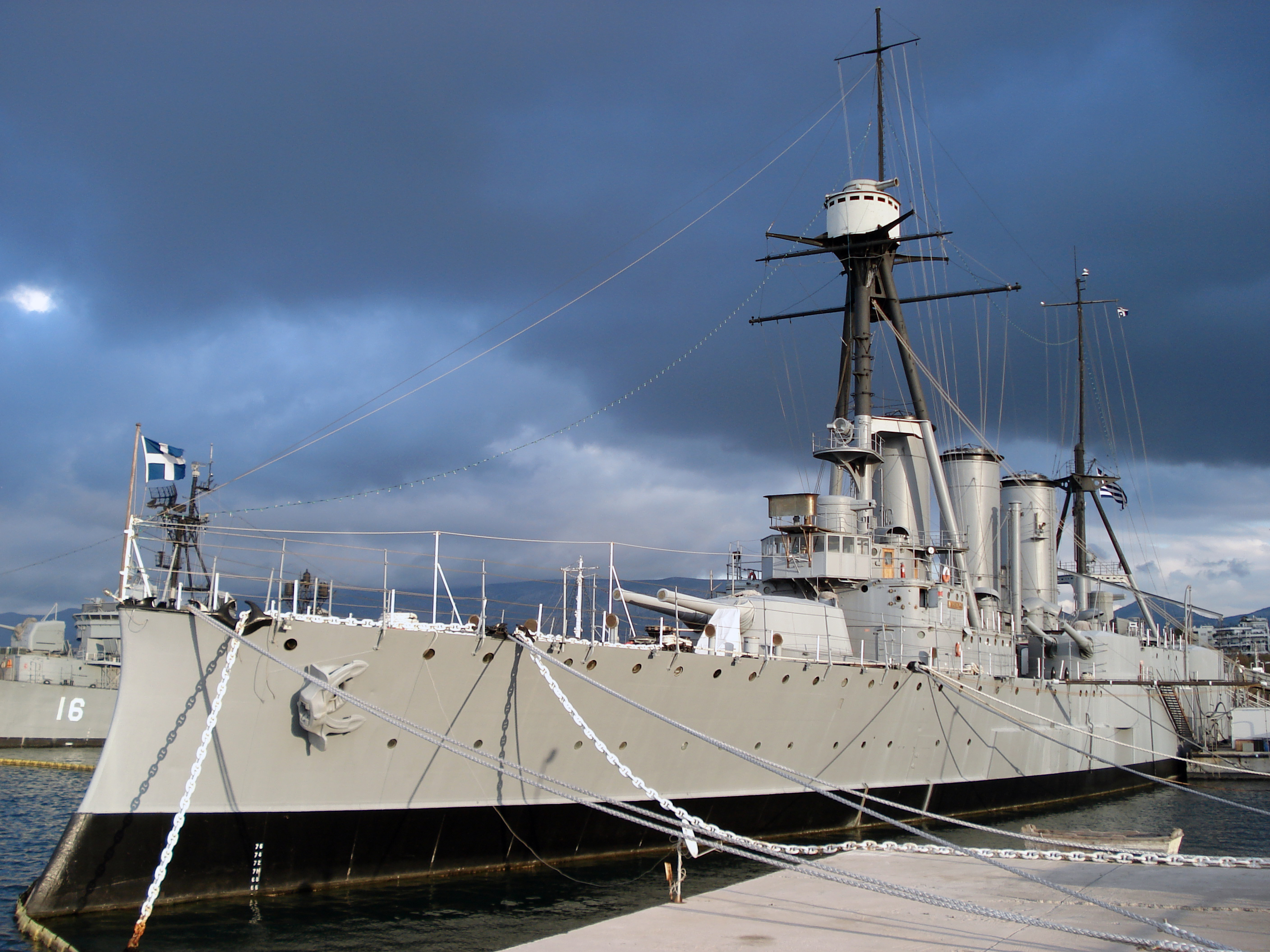
Georgios Averof

Oba italské křižníky byly roku 1911 nasazeny v Italsko-turecké válce.
V roce 1912 vypukla první balkánská válka, ve které se Řecko střetlo s Osmanskou říši. Pod vedením kontradmirála Kountouriotise, jehož vlajkovou lodí byl Georgios Averof, Řekové zvítězili v bitvách u Elii a u Lemnosu.
Všechny tři jednotky byly na počátku první světové války v aktivní službě. Itálie do války vstoupila v roce 1915 a Řecko ještě později. Zatímco Pisa a Georgios Averof válku přečkaly, Amalfi byl potopen 7. července 1915 poblíž Benátek německou ponorkou UB-14.
Georgios Averof byl dále nasazen v řecko-turecké válce v letech (1919–1922). Nasazen byl také ve druhé světové válce. Po německé invazi do Řecka se lodi podařilo uniknout do Alexandrie. V dalších válečných letech sloužila zejména při doprovodu konvojů. V roce 1952 byl křižník vyřazen, byl využíván k výcviku a jako plovoucí kasárna. Od roku 1986 je přístupný jako plovoucí muzeum. Zůstal jediným dochovaným pancéřovým křižníkem.